# NGC 1953
NGC 1953 (również ESO 56-SC118) – gromada otwarta, znajdująca się w gwiazdozbiorze Złotej Ryby, w Wielkim Obłoku Magellana. Odkrył ją John Herschel 31 stycznia 1835 roku.